# Gömöry Vilma
Gömöry Vilma (Hatvan, 1885. szeptember 17. – Budapest, 1962. augusztus 1.) magyar színésznő.

## Családja és származása
A régi dobsinai ágostai hitvallású buléner polgári származású Gömöry családnak a sarja, amelynek az ősei 1326 óta szabadon űzték a bányászatot. Apja Gömöry József (1852–1908), dobsinai születésű vonatkísérő, anyja a vágbesztercei születésű Politzer Mária Jozefina (1848–1932) volt. Apai nagyszülei Gömöry Simon (1813–1879), dobsinai vasgyári tiszt, és Eltscher Zsuzsanna (1817–1887), dobsinai lakosok voltak. Gömöry Vilmát édesapja vallásában keresztelték meg Hatvanban. Anyja Politzer Mária 1922-ben vezetéknevét "Nagyra" magyarosította meg. Gömöry Vilma fivére, vitéz Gömöry Árpád (1882–1943), magyar királyi tábornok (vezérőrnagy), az Osztrák Császári Vaskorona-rend lovagja, Borsod-Gömör vármegye-, majd Északpest vármegye testnevelési felügyelője, a "Dobsinai Társaskör" tagja volt. Gömöry Vilmának egy másodfokú unokatestvére Gömöry László (1868–1934), csendőrezredes, a Ferenc József-rend lovagja volt; Gömöry Vilmának a további másodfokú unokatestvérei Gömöry Anna (1874-1946) kereskedőasszony, akinek a férje a jómódú római katolikus budapesti nagypolgári Lenz családból való Lenz Gyula (1848-1910) nagykereskedő, bérháztulajdonos, valamint Gömöry Irén (1888–1958) asszony, akinek a férje dr. Lux Gyula (1884–1957) tanár, nyelvész, tanügyi főtanácsos, tartalékos hadnagy, a dobsinai és dél-szepesi német kultúra jeles kutatója.

## Életútja
A Weninger-féle iskolát látogatta és 1901-ben ott végezvén, a vidék egyik legkiválóbb társulatának lett tagja. Ez év szeptemberében jelent meg ugyanis először Andorffy Péter pozsonyi társulatával a régi koronázóváros nagyigényű közönsége előtt, mely hamarosan kedvencévé fogadta a pompás megjelenésű fiatal színésznőt. Később aztán megfordult a vidék több előkelő színpadján. 1901-1904-ben Földesi Sándor és Balatoni Antal társulatában lépett fel, ezután Kolozsvárott és Nagyváradon játszott. 1908–1909-ben Szatmárt, 1909–1910-ben Pécsett, 1910–1911-ben Ungvárott szerepelt. 1912-ben elszerződött Szegedre, ahol tehetsége kibontakozván, a modern drámák hősnőit, de különösen a nagy dinamikájú tragikus hősnőket játszotta. Kiváló intelligenciája, pompás hangja, jellemző ereje, megjelenésének impozáns szépsége a vidék legkiválóbb tragikái közé emelték. 1919-ben a Muskátli Kabaré, 1920-ban a Bonbonnière tagja volt, ezután 1921-ben a budapesti Nemzeti Színház kötelékébe jutott, ahol a komoly és csendesen derűs jellemszerepekben lépett fel. Első fellépése itt a Macbethben volt. 1935-ben vonult nyugdíjba. 1947-ben szerepelt még a Művész Színházban.

### Magánélete
Első férje a fiatalon elhunyt Körmendy Kálmán színművész volt, akitől fia Körmendy László született. Második férje: dr. Gallina Frigyes (Császártöltés, 1879. február 24. – Budapest, 1933. március 4.), Budapest székesfőváros tanácsnoka, főjegyzője, az elnöki ügyosztály vezetője, akivel 1927. augusztus 29-én kötött házasságot Budapesten. 1953-ban Ocskay Kornél operaénekes felesége lett.

## Fontosabb színházi szerepei
- Melinda (Katona József: Bánk bán)
- Reagan (Shakespeare: Lear király)
- Pepi néni (Móricz Zsigmond: Nem élhetek muzsikaszó nélkül)
- Monna Vanna (címszerep)
- Cárnő (címszerep)
- Bátki Tercsi (Falu rossza)
- Gyurkovicsné (Gyurkovics lányok)
- Kossuthné (Kossuth)
- Regan (Lear király)
- Erzsébet királyné (III. Richárd)
- Emilia (Othello)

## Filmszerepei
- Éjféli találkozás (1915)
- A szív rejtelmei (1922) – az Éjszaka
- Az őrszem (1924)
- Az orvos titka (1930)
- Az új rokon (1934) – nagynéni
- Te csak pipálj, Ladányi! (1938) – Linka, Ladányi Mihály földbirtokos felesége